# Singles: Flirt Up Your Life
Singles: Flirt Up Your Life est un jeu vidéo de gestion sorti en 2004 sous Windows. Le jeu a été développé par Rotobee et édité par Deep Silver.
Il a pour suite Singles 2 : Trio d'enfer !.

## Accueil
- Jeuxvideo.com : 12/20[1]